# 갈증 (1957년 영화)
《갈증》(Pyaasa, Thirsty)은 인도에서 제작된 구루 두트 감독의 1957년 드라마, 뮤지컬, 멜로/로맨스 영화이다. 말라 신하 등이 주연으로 출연하였다.

## 출연

### 주연
- 말라 신하
- 와히다 레만